# Halberstadti kocsi

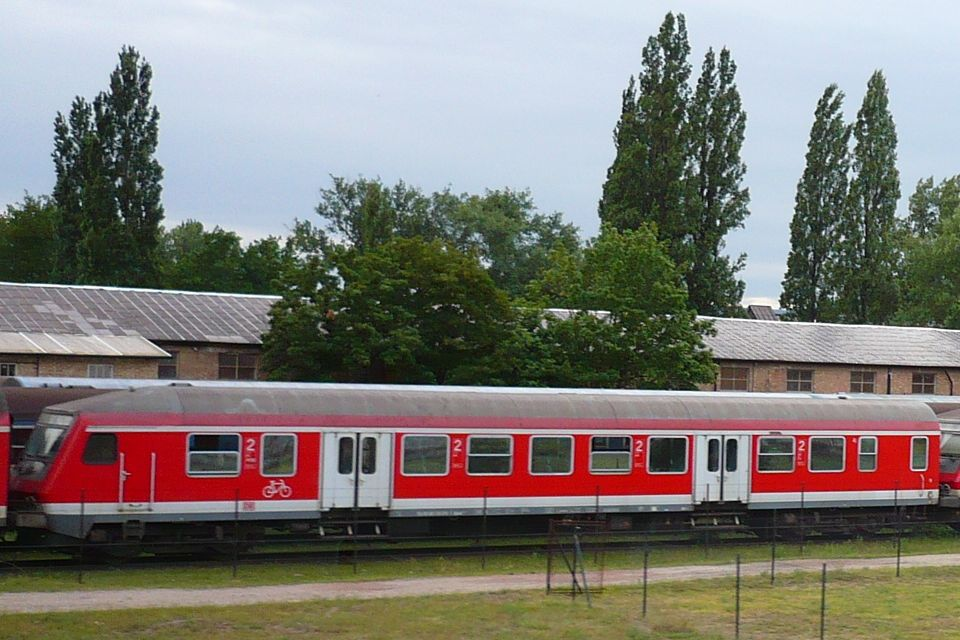
Vezérlőkocsi az eredeti festéssel

A halberstadti kocsi egy, az NDK-ban az 1970-es és 80-as években gyártott személykocsi-sorozat neve. Személyforgalomban a MÁV, a DB valamint a bolgár és az albán államvasutak használja.
A kocsik Halberstadtból származnak, innen ered a név.

## Története
A kocsikat a RAW Halberstadt gyártotta az NDK-ban 1978-1982 között. A kocsikat főként a belföldi gyorsvasúti rendszerben, Städteexpressként közlekedtették. A sorozat első főjavítását a Deutsche Bundesbahn kezdte el a RAW Delitzsch üzemben, később azonban a Werk Potsdam üzemben is folyt a főjavítás. A felújítás után RegioExpress-ként közlekedtek az egykori NSZK területén.
A volt Deutsche Reichsbahn kocsiparkján, amíg létezett az NDK, Halberstadt városban végezték el az átépítéseket, de az egyesülés után, mivel kb. 9000 kocsit kellett Nyugat-Németország szintjére felhozni, és ezt egyedül Halberstadt már nem lett volna képes megcsinálni, ezért több nyugati kocsijavító is közreműködött, sőt a volt NDK-ban is alakultak ilyen manufakturák.
1991-től folyamatosan több mint 12 000 kocsi lett átépítve, a MÁV-hoz érkezett kocsiknak a nagy többsége a 21-11, 21-12, 21-40-es alapszériából kifejlesztett 21-43, 21-45-ös kocsi, majd ezeket is újból kisebb módosításokkal átépítették a mai 21-33 84-33 sorozatra, így a kocsikat az egyesülés óta legalább háromszor építették át.
A MÁV-os, illetve a GYSEV kocsik (a 21-33 széria) 1999 és 2000 között kapták meg jelenlegi formájukat.

## Kocsik a GYSEV-nél

A GYSEV piros színű halberstadti kocsija még az átfestés előtt

A GYSEV menta-fehér színű halberstadti kocsija még az átfestés előtt

A GYSEV halberstadti kocsija az átfestés után

Magyarországra az első kocsik a GYSEV-hez kerültek 2003-ban. A kocsikból a 31-30-asok mind potsdamiak, a többi delitzschi (LDLX), vagy potsdami (BPDX).
A lépcsőt, és a fűtést kellett átalakítani, továbbá zöld-sárga GYSEV színre átfesteni. A jármű belsejében semmit sem kellett változtatni, csak a szükséges magyar feliratokat elhelyezni.
| Pályaszám             | Eredeti pályaszám(ok)       | Gyári adatok      | Átépítés adatai | Utolsó fővizsga |
| --------------------- | --------------------------- | ----------------- | --------------- | --------------- |
| ABy 51 43 31-30 000-4 | Bmh 50 50 21-12 021-5       | Halberstadt, 1982 | Potsdam, 1995   | BPDX 20.08.96   |
| ABy 51 43 31-30 000-4 | Bmh721 50 80 21-12 021-9    | Halberstadt, 1982 | Potsdam, 1995   | BPDX 20.08.96   |
| ABy 51 43 31-30 000-4 | AByz407.2 50 80 31-30 004-1 | Halberstadt, 1982 | Potsdam, 1995   | BPDX 20.08.96   |
| ABy 51 43 31-30 001-2 | Bmh 50 50 21-11 666-8       | Halberstadt, 1980 | Potsdam, 1996   | BPDX 30.08.96   |
| ABy 51 43 31-30 001-2 | Bmh721 50 80 21-11 666-2    | Halberstadt, 1980 | Potsdam, 1996   | BPDX 30.08.96   |
| ABy 51 43 31-30 001-2 | AByz407.2 50 80 31-30 006-6 | Halberstadt, 1980 | Potsdam, 1996   | BPDX 30.08.96   |
| ABy 51 43 31-30 002-0 | Bmh 50 50 21-12 256-2       | Halberstadt, 1983 | Potsdam, 1996   | BPDX 30.08.96   |
| ABy 51 43 31-30 002-0 | Bmh721 50 80 21-12 256-1    | Halberstadt, 1983 | Potsdam, 1996   | BPDX 30.08.96   |
| ABy 51 43 31-30 002-0 | AByz407.2 50 80 31-30 008-2 | Halberstadt, 1983 | Potsdam, 1996   | BPDX 30.08.96   |

| DB pályaszám      | sorozat | Új GYSEV pályaszám |
| ----------------- | ------- | ------------------ |
| 50 80 31-33 814-0 | AByz    | 51 43 31-30 003-8  |
| 50 80 31-33 818-1 | AByz    | 51 43 31-30 004-6  |
| 50 80 84-33 050-7 | Bydz    | 51 43 84-33 001-5  |
| 50 80 84-33 111-7 | Bydz    | 51 43 84-33 002-3  |
| 50 80 84-33 112-5 | Bydz    | 51 43 84-33 003-1  |
| 50 80 21-33 119-6 | Byz     | 51 43 21-30 006-3  |
| 50 80 21-33 176-6 | Byz     | 51 43 21-30 007-1  |
| 50 80 21-33 178-2 | Byz     | 51 43 21-30 008-9  |
| 50 80 21-33 188-1 | Byz     | 51 43 21-30 009-7  |
| 50 80 21-33 196-4 | Byz     | 51 43 21-30 010-5  |
| 50 80 21-33 199-8 | Byz     | 51 43 21-30 011-3  |
| 50 80 21-33 331-7 | Byz     | 51 43 21-30 012-1  |
| 50 80 21-33 345-7 | Byz     | 51 43 21-30 013-9  |
| 50 80 21-33 348-1 | Byz     | 51 43 21-30 014-7  |
| 50 80 21-33 363-0 | Byz     | 51 43 21-30 015-4  |

A GYSEV 2015-ben a kocsikat leállította, jelenleg már nem közlekednek.

## Kocsik a MÁV-nál

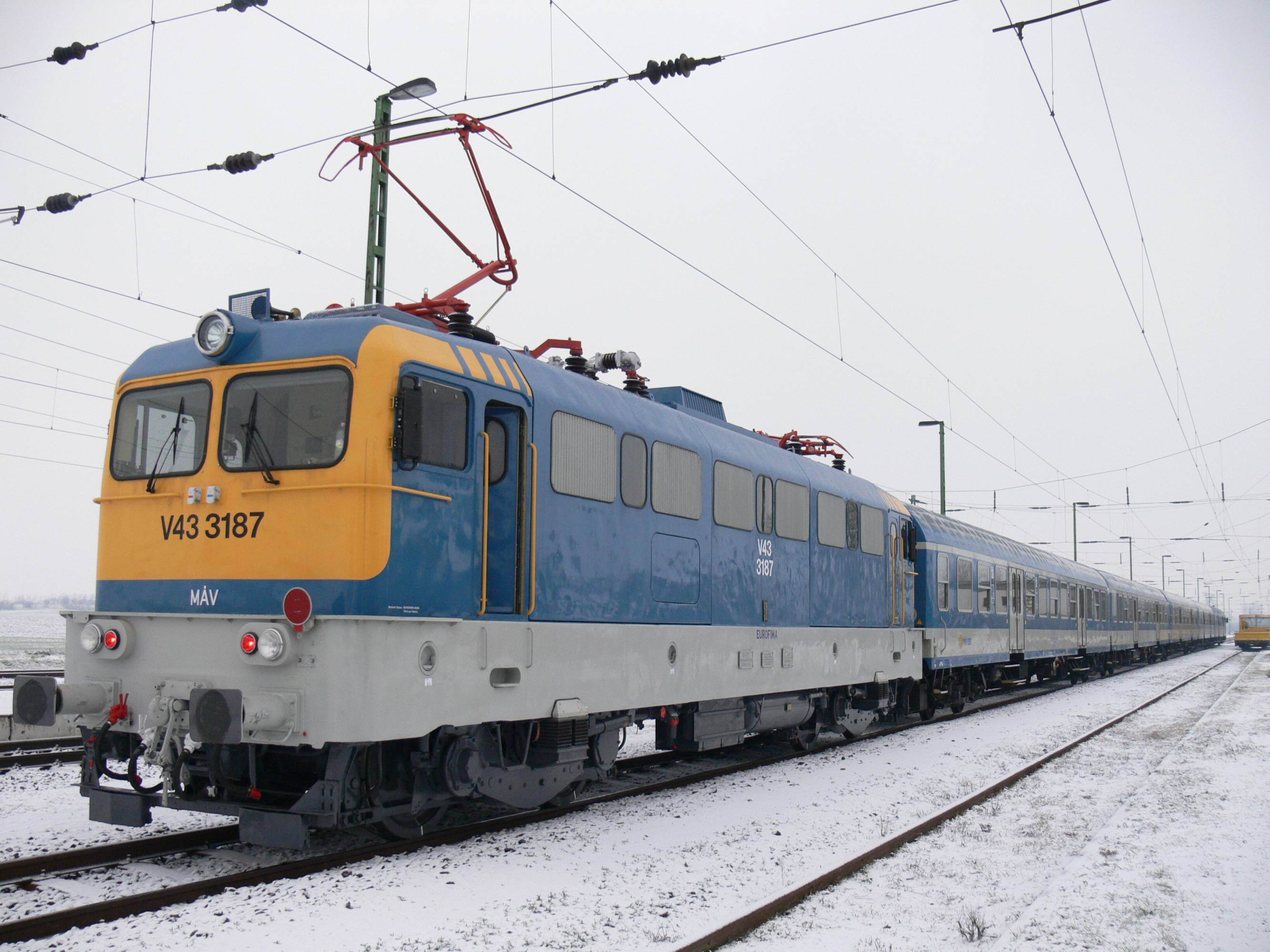
Egy teljes szerelvény 3000-es sorozatú MÁV V43-mal

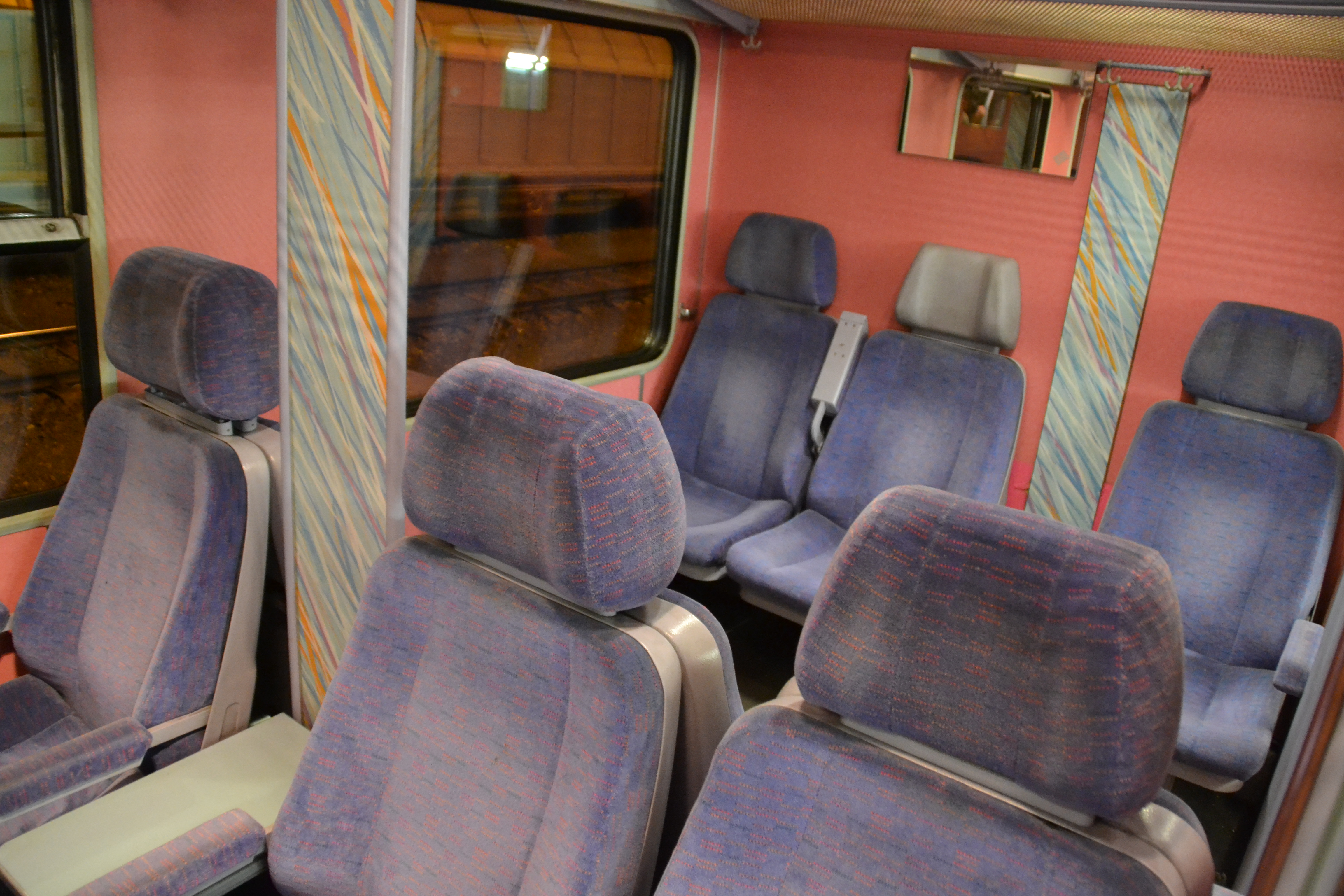
Korábban első-, jelenleg másodosztályúvá lefokozott utastér

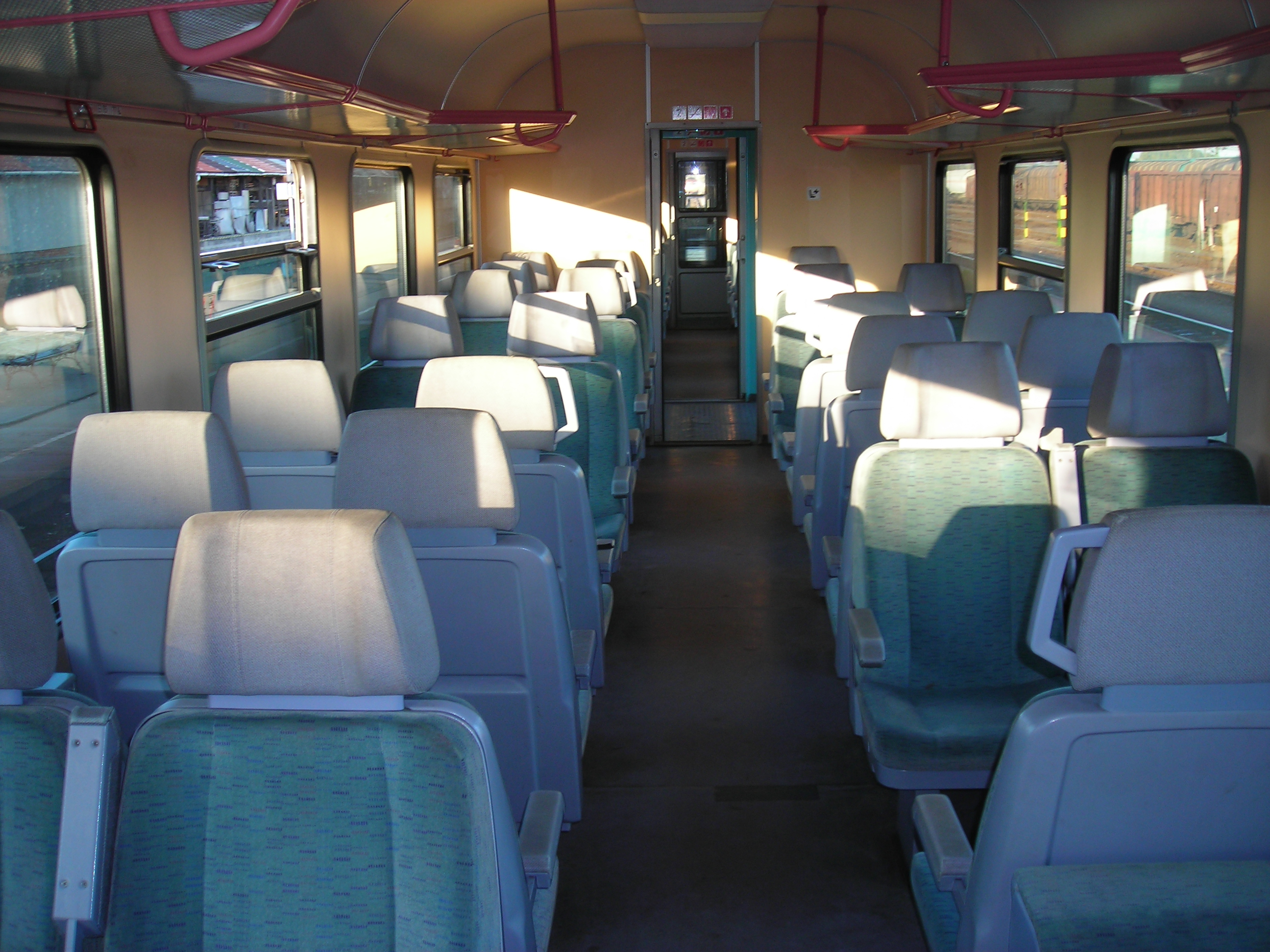
Másodosztályú utastér

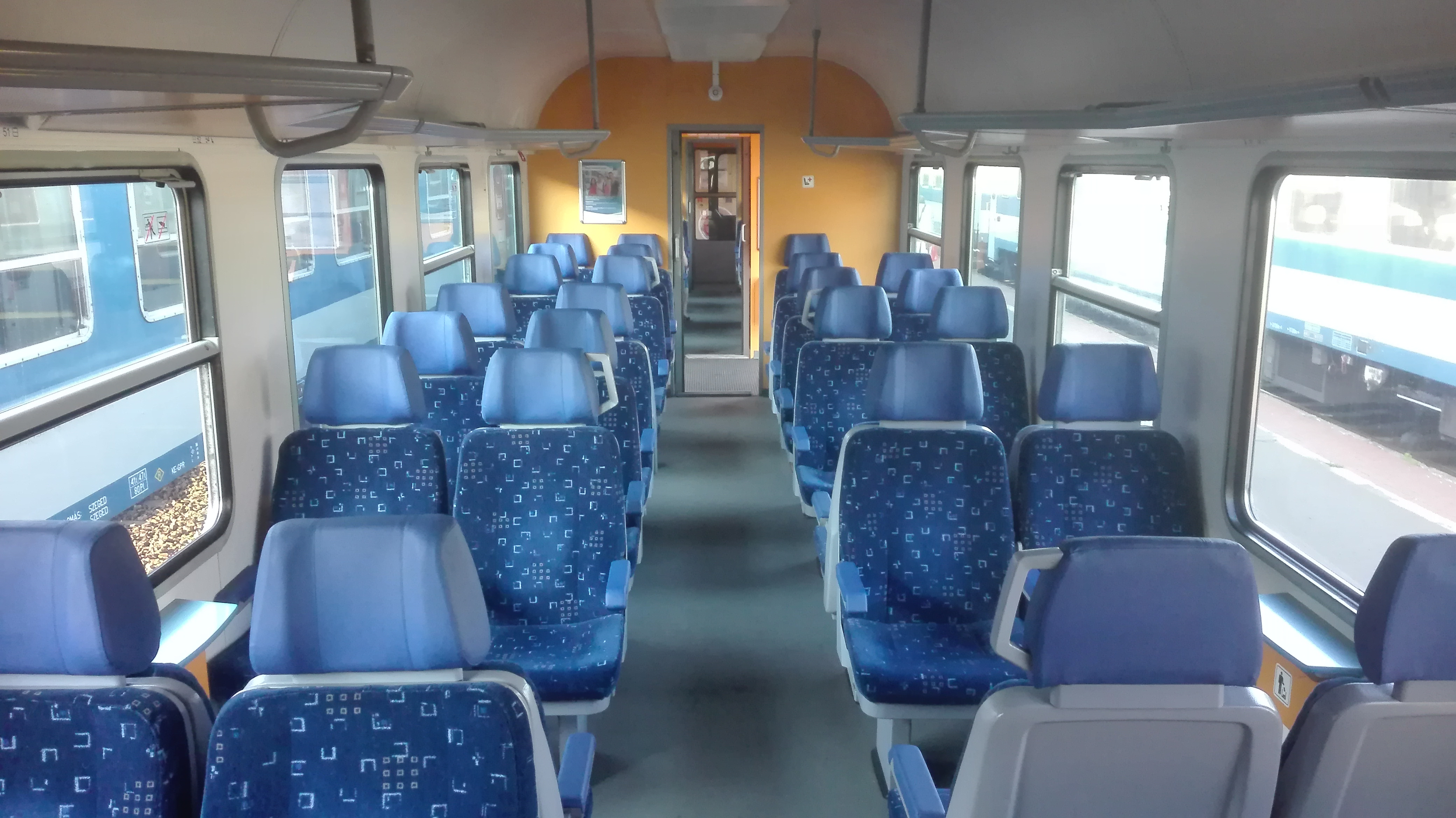
A felújított utastér

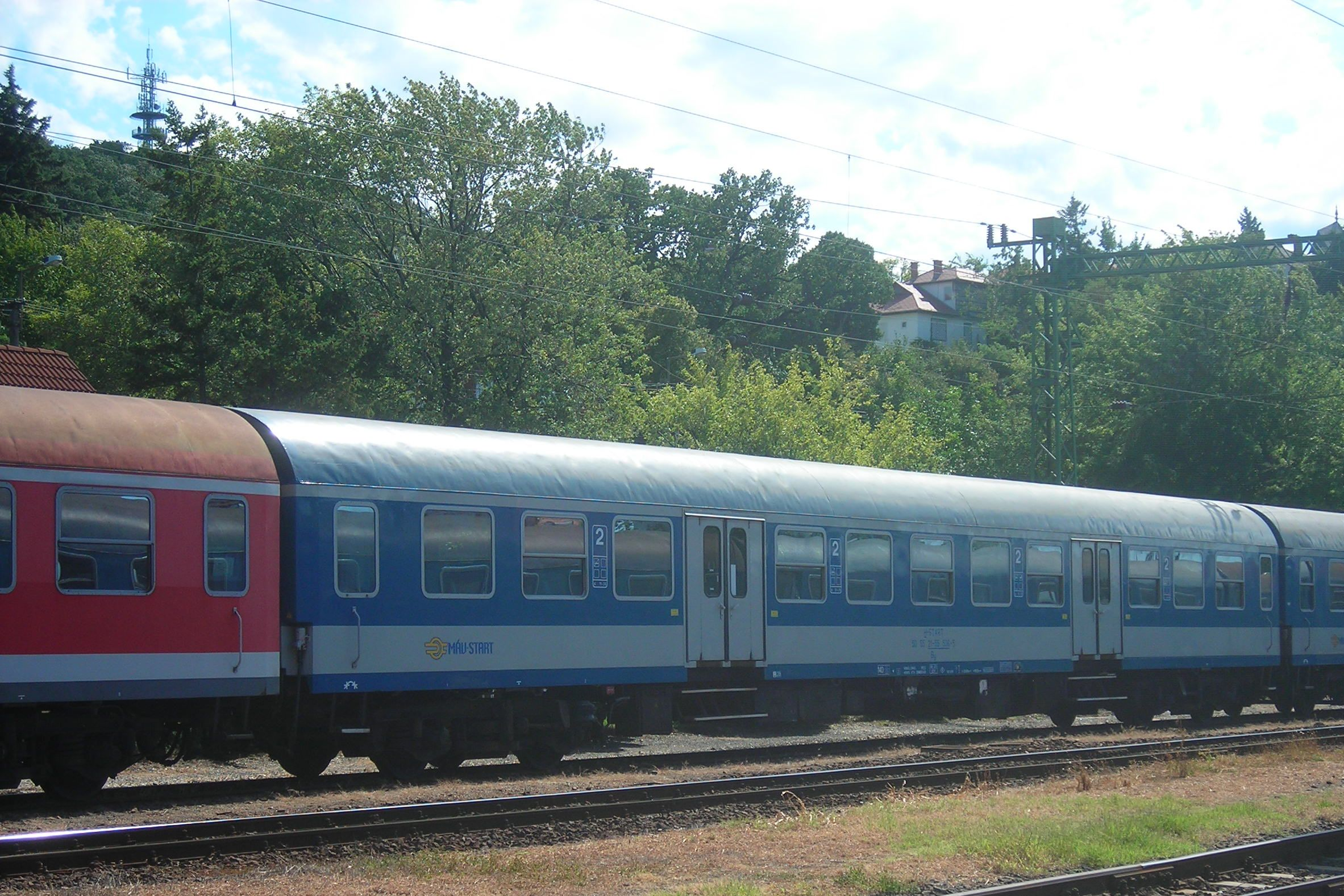
Halberstadti kocsik Fonyódon

A MÁV az elmúlt évtizedekben csak nemzetközi forgalomra alkalmas, nagy sebességű kocsikat szerzett be, például az 1990-es években GOSA személykocsikat Jugoszláviából, DWA személykocsikat Németországból, CAF személykocsikat Spanyolországból, így a belföldi járműállomány nagyon elöregedett. A kocsik egy részének felújítással történő élettartam-hosszabbítása lehetetlen, más részüknél aránytalanul magas költségű, soha meg nem térülő beruházás lenne.
2006 februárjában a MÁV döntött arról, hogy a német vasút (DB) által eladásra kínált „halberstadti” kocsikat szeretné megvásárolni, kiváltva a legkritikusabb állapotban lévő járműveit.
A vasúti személykocsik lízingeléséről még 2006 áprilisában kötött szerződést a MÁV és a Verkehrsentwicklungsgesellschaft Südosteuropa GmbH. (VEG). A kocsikat a VEG és a DB képviselőitől a MÁV Zrt. és a MÁV-START Zrt. képviselői Hegyeshalomban vették át. A szerződésnek megfelelően szállításuk 2006 májusában kezdődött el, a MÁV ekkortól havonta átlagosan 20-20 darab kocsit vett át a német partnertől. Így a MÁV személykocsiparkjának egytizede megújult.
A használt kocsiknak 1993 és 1998 között megtörtént a teljes főjavításuk. A belső berendezéseik szinte hiánytalanok, jó állapotúnak mondhatók. Hazai forgalomba állásukhoz a hatósági engedélyek beszerzésén túl szükség volt a fűtési rendszer átalakítására, valamint egyes esetekben kerékpár-cserére. A lépcsőmagasságot is módosították, nem tudni, milyen okból.
A járművek elővárosi és távolsági forgalomra egyaránt alkalmasak. A GYSEV-nél azonban gyakran InterCity vonatokba sorozva is közlekednek. A kocsik karbantartása a MÁV Zrt. hasonló korú járműveihez képest jóval olcsóbb, fővizsga-szintű karbantartásra - a többi típushoz hasonlóan - négyévenként lesz szükség.
Mielőbbi használatbavételük miatt a kocsik az érkezés után a DB eredeti fényezésével, zöld és vörös-fehér színben futottak a MÁV vonalain. Annak érdekében, hogy a MÁV megszokott színvilágát képviseljék, a MÁV-START Zrt. a Dunakeszi Járműjavítóban folyamatosan festette át kék-fehér színűre a kocsikat. Az új kocsiktól költségcsökkenést és a szerelvény-gazdálkodás hatékonyságának javulását várta a vasúttársaság.
A halberstadti kocsik honállomása Nagykanizsa, Pécs és Szombathely lett, így elsősorban a Budapest-Pusztaszabolcs–Dombóvár–Pécs (40a, 40), a Székesfehérvár-Veszprém-Celldömölk-Szombathely (20), a Budapest-Székesfehérvár-Nagykanizsa-Gyékényes (30) és a Dombóvár–Gyékényes (41) vasútvonalak gyors- és személyvonataiban lehet velük találkozni. A szerelvényfordulók sajátosságai miatt előfordulnak Budapest–Pusztaszabolcs és Budapest–Martonvásár viszonylatú elővárosi vonatokban is. Továbbá a kocsik az ország távolabbi részeire is eljutnak, például a 2006-2007-es menetrendi évben 2-2 pár Eger–Budapest és Sátoraljaújhely-Budapest viszonylatú gyorsvonatban, a Tisza nemzetközi gyorsvonatban belföldön, Budapest-Szolnok-Debrecen-Nyíregyháza-Záhony viszonylatban. Nyáron az ország különböző pontjairól a Balaton felé tartó fürdővonatok többségét is belőlük képezik.

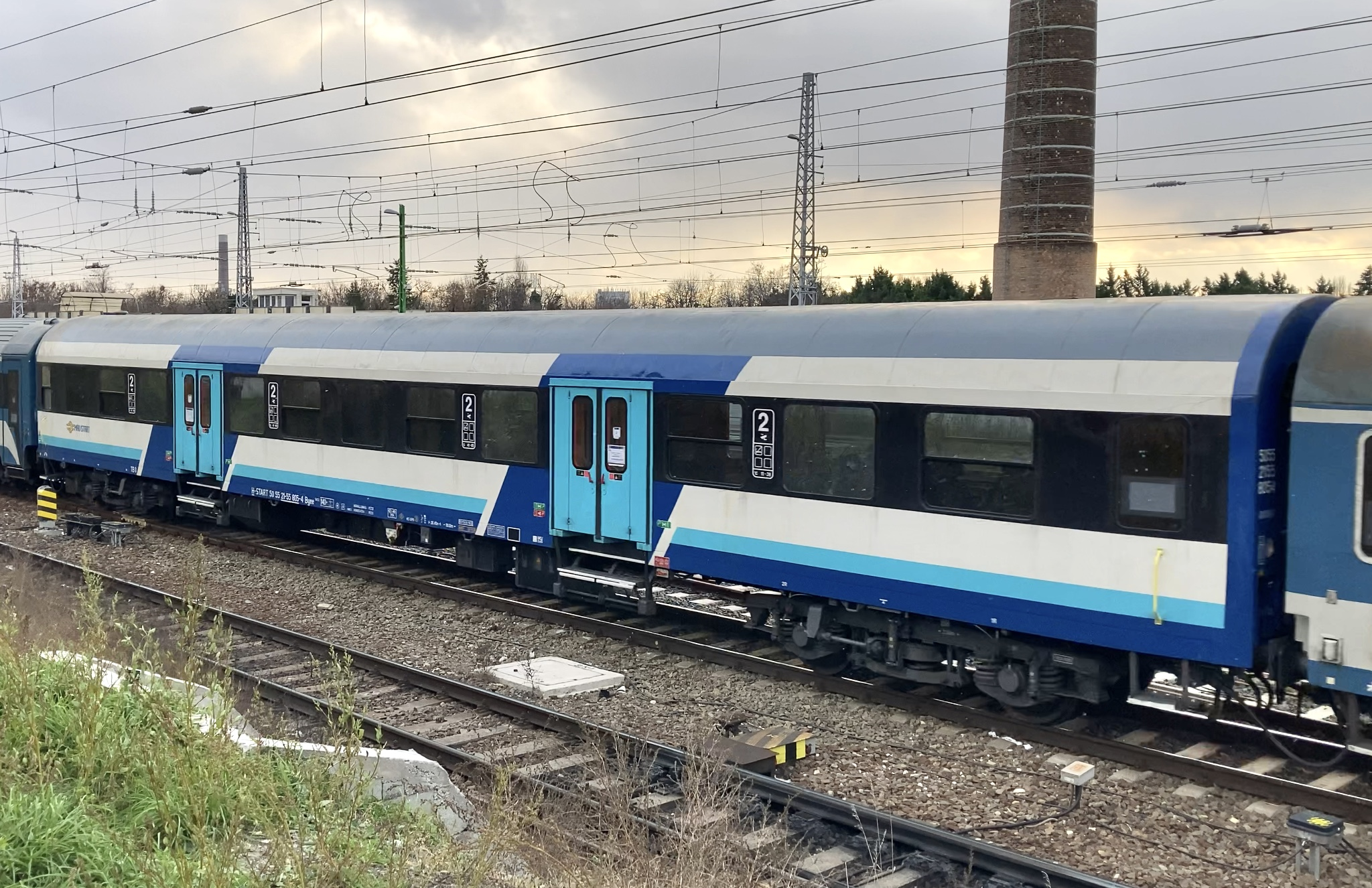
Új színterves Halberstadti kocsi

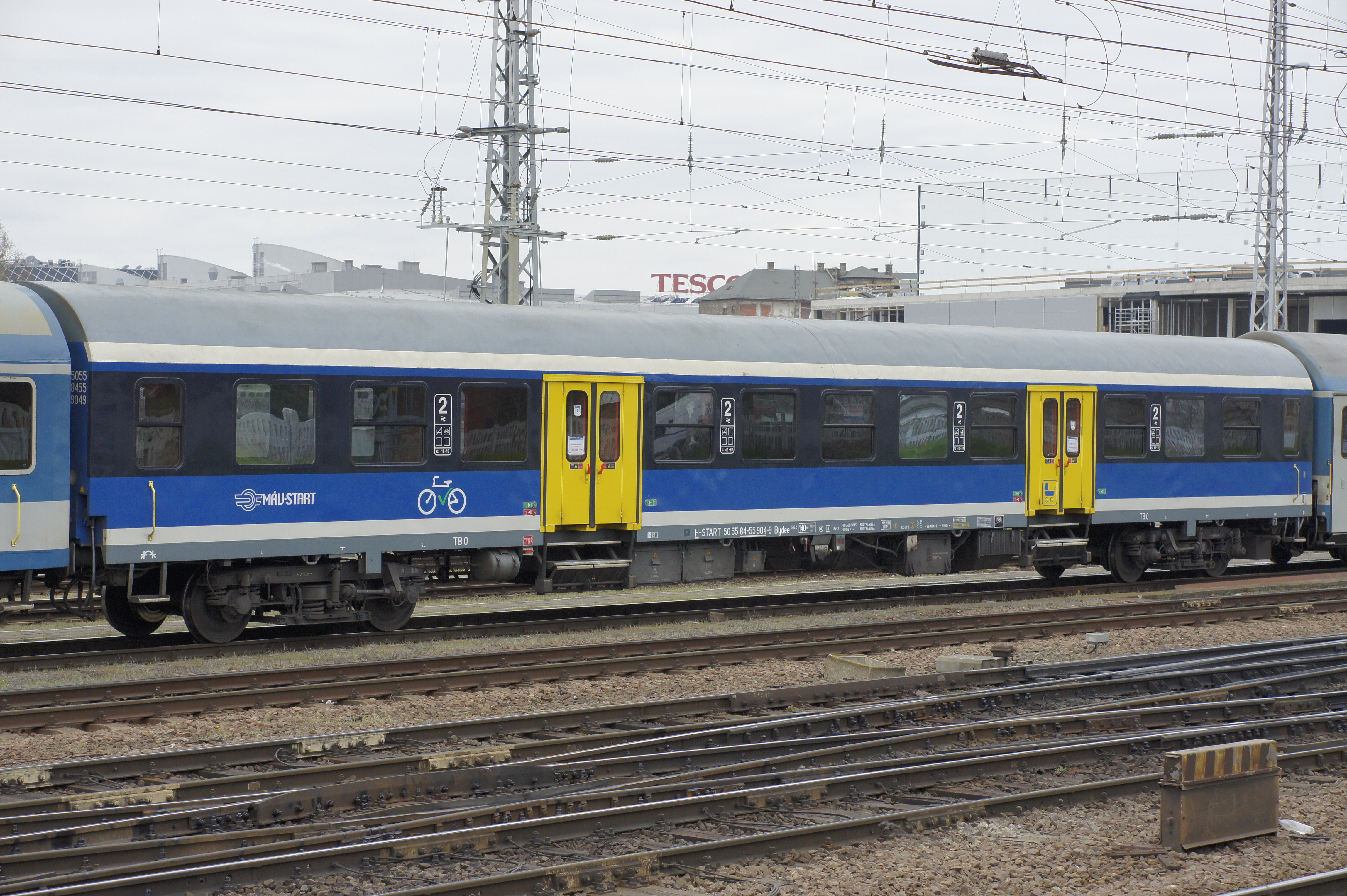
MÁV-START 50 55 84-55 904-9 Bydee kocsi új színtervvel

A 2007/2008-as menetrendi időszakban Szombathely Halberstadt-i kocsiparkját az 1-es vonalra átirányították, ahonnan a régebbi gyorsvonati kocsik kerültek át oda. A csere oka az volt, hogy így a Hegyeshalmi vonalon a gyorsvonatok sebessége felemelhető lett 140 km/h-ra. A vontatást a MÁV 1047, V63.1xx sorozatú mozdonyai, illetve a GYSEV 1047.5 és az ÖBB bérelt 1116-os mozdonyai látják el.

### Vezérlőkocsis üzem

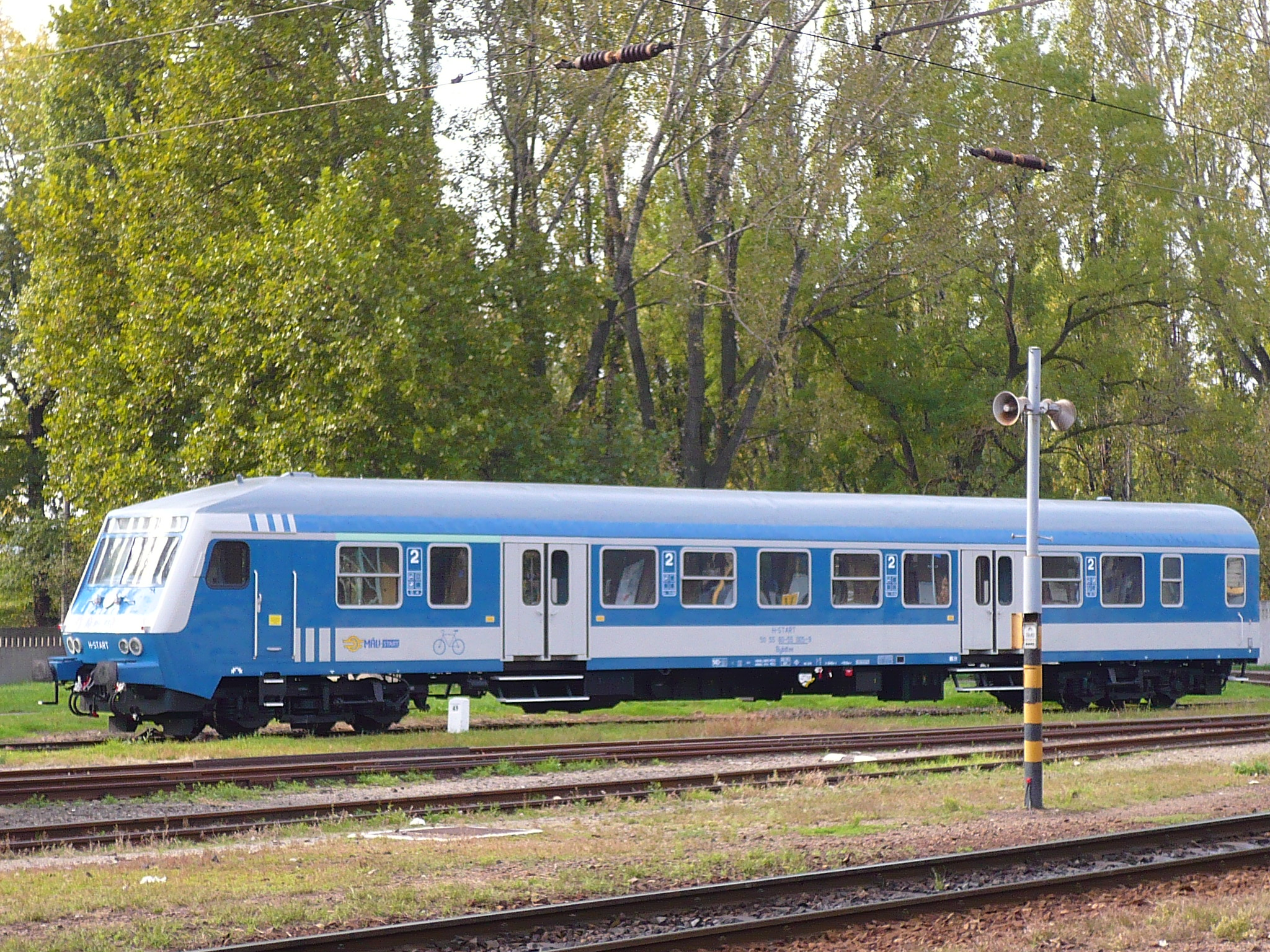
Vezérlőkocsi

A vezérlőkocsikkal együttműködni képes első V43 sorozatú mozdonyok átalakítása (V43.3 alsorozat) 2007 végéig befejeződött, és 2008 végére 30 darab mozdony állt rendelkezésre. Egyéves késéssel, 2008 decemberében álltak üzembe az első átalakított vezérlőkocsik is, elsőként Pusztaszabolcs-Pécs között, személyvonati forgalomban.
Egy 2010. április 19-én történt baleset miatt (a keréktárcsából kitört egy darab) a kocsik rendkívüli átvizsgálásnak idejére a 80-55-ös sorozatú vezérlőkocsik, azaz a „Halbi vezérlők” tolt vonatokban történő közlekedtetése be volt tiltva. 2013. júniusától a vezérlőkocsik ismét közlekedhetnek tolt üzemben nem csak "Halbis" betétkocsikkal, hanem bármilyen személykocsival, amiben van átmenő, ZWS digitális jeleket is továbbító távvezérlési kábel.
Manapság a 140 km/h-s maximális alkalmazható sebessége miatt az IC-k elején vagy végén is megtalálható ez a kocsitípus. A kocsi vezérlő vége felőli kis részen 8 kerékpár szállítására kialakított többcélú teret alakítottak ki, ahol a kerékpárok mellett nagyobb útipoggyászok szállítása is lehetséges.

### Pályaszámaik a MÁV-nál
A 300 darab kocsi között hét altípust találunk, ezek olyan részletekben különböznek egymástól, mint az energiaellátás módja, a zárt rendszerű WC megléte.
A kocsik közül 60 darab 1-2. osztályú (ABy, AByee; ennél több 1-2. osztályú kocsi érkezik, de a többi 2. osztályúvá lesz átalakítva), valamint 27 darab vezérlőkocsi Bybdtee 000-026 pályaszámon. Közülük 26 darab kerékpár szállítására is alkalmas.
| Sorozatjel | Sorozatszám | Darabszám | Osztályok | Megjegyzés |
| ---------- | ----------- | --------- | --------- | --- |
| ABy, AByee | 31-55       | 43 db     | 1. és 2.  | Az első osztályú szakasz oldalfolyosós és a kocsi közepén helyezkedik el.                                      |
| By, Byee   | 21-55       | 190 db    | 2.        | |
| Byd, Bydee | 84-55       | 26 db     | 2.        | A kocsi végén az egyik szakasz kerékpárszállításra van kialakítva.                                             |
| Bybdtee    | 80-55       | 27 db     | 2.        | Kerékpárszállításra alkalmas vezérlőkocsik, amelyekhez a MÁV a V43 3000-es sorozatú mozdonyokat alakította ki. |

## Műszaki adatok
A kocsik hossza 26,4 méter, ami jóval hosszabb, mint a 23,7 méteres Bhv, vagy a 24,5 méteres Bo kocsi.
A kocsik dupla középajtósak, termes és fülkés kivitelűek. Az ajtókat biztonsági retesszel látták el, ami megakadályozza, hogy menet közben kinyíljanak, ugyanakkor UIC-vezetéken át indulás előtt zárhatók és reteszelhetők. Ez a funkció a mozdonyról és a kocsikból is működhet. A belső tér kényelmét fénycsővilágítás, légfűtés, szellőzőrendszer, hangosítás és fele részben lehúzható ablakok szolgálják. A fülkék függönyözöttek. A kocsik többsége pneumatikusan (sűrített levegővel) működtetett öntöttvas tuskóféket használt. Futásuk emiatt hangos, és durván, csikorogva fékeznek. A kocsik fékjeinek jelentős részét fokozatosan tárcsafékesre cserélték.  Ezeknek járása csendesebb és finomabban is lassítanak. (A középszám után a 9xx számot viselik. A 900-as kivételével a középső szakasza mindegyiknek fülkés.)
- Kocsihossz az ütközők között: 26 400 mm
- Kocsiszekrény hossza: 25 840 mm
- Forgócsapok távolsága: 19 000 mm
- Ütköző magasság a sínkorona felső élétől: 1060 +5, -10 mm
- Szekrény szélesség: 2825 mm
- Szekrénymagasság a sínkorona felső élétől: 4050 mm
- Padlómagasság a sínkorona felső élétől: 1285 mm
- Vízfelvétel: 400 l (1 x 400 l)
- Üres kocsi sajáttömege átlagosan: 40 t
- Üzem közben bejárható legkisebb ívsugár: 150 m
- Legkisebb bejárható ívsugár üres kocsival, laza csavarkapoccsal: 80 m
- Engedélyezett sebesség: 140 km/h (egyes kocsiknál ez lehet 120 km/h is)

## Balesetek
- 2010. március 15-én 19 óra 40-kor Győrből Sopronba induló vonatból a kijárati jelzőnél az egyik utas kiesett. 13 perccel később a következő vonat rendezése közben elgázolták. A Közlekedésbiztonsági Szervezet vizsgálata[4] szerint az áldozat feltehetőleg rossz vonatra szállt, majd a már mozgó vonatból kiesett. A baleset bekövetkezését elősegíthető tényezők is közrejátszhattak az eset bekövetkezésében. Az eset után a hozzátartozók Győr állomás 1. vágányán emléktáblát[5] helyeztek el.
- 2010. április 19-én 20 óra 35-kor a Tatabánya és Tata állomások között közlekedő egyik kocsinak eltört a monoblokk kereke. Emiatt a kocsi egy forgóvázzal (két tengellyel) kisiklott. Személyi sérülés nem történt. A MÁV vizsgálata szerint a balesetet a nem megfelelő kerékellenőrzés okozta.[6] A Közlekedésbiztonsági Szervezet vizsgálatának Zárójelentése[7][8] több súlyos hiányosságot is megállapított.
- 2011. augusztus 8-án délben Tóvároskert megállóhelynél kiesett egy személy  a Szombathelyre és Sopronba tartó vonatból. A Közlekedésbiztonsági Szervezet vizsgálata[9] szerint az érintett ajtó nem volt zárt, reteszelt állapotban, ezért az menet közben kinyílhatott.

## Kocsik más vasutaknál
Ezekből a kocsikból a MÁV-on és a GYSEV-en kívül még az alábbi vasúttársaságok vásároltak:
- BDŽ - Bolgár Vasutak
- Hekurudha Shqiptarë - Albán Vasutak